# War of the Worlds, Pt. 2
War of the Worlds, Pt. 2 é o terceiro álbum solo do guitarrista do Symphony X, Michael Romeo, lançado em 25 de março de 2022 pela Inside Out Music. É uma sequência de seu álbum anterior lançado em 2018, War of the Worlds, Pt. 1. Ele foi originalmente programado para ser lançado em 4 de fevereiro de 2022.
Michael manteve a mesma formação do lançamento anterior, exceto pelos vocais, que agora são feitos por Dino Jelusick. Como seu antecessor, o álbum é inspirado no romance homônimo de HG Wells e, segundo Michael, "leva o primeiro disco mais fundo na jornada. É HG Wells com ficção científica moderna, e há muita música cinematográfica super-pesada e, obviamente, muitas guitarras". Quando ele lançou a primeira parte, ele já anunciou que uma sequência estava em fase final de gravação, mas demoraria um pouco para ser lançada porque ele queria que as pessoas "absorvam o primeiro por um tempo, e então vamos lançar o segundo disco. Eles se complementarão, mas também serão um pouco diferentes".
O primeiro single e vídeo, "Divide & Conquer", foi lançado em 7 de janeiro de 2022, com o vídeo dirigido por Wayne Joyner. Os segundos, "Metamorphosis", vieram no dia 16 de fevereiro, com o vídeo também dirigido por Joyner.
O álbum foi lançado como disco de vinil de 180g gatefold, como CD duplo limitado PocketPak com a versão instrumental do álbum e como um lançamento digital.

## Lista de músicas
| Faixas de War of the Worlds, Pt. 2 |                                                                                |         |  |
| N.º                                | Título                                                                         | Duração |  |
| 1.                                 | "Introduction - Part II" (Introdução - Parte II (instrumental))                | 2:37    |  |
| 2.                                 | "Divide & Conquer" (Dividir e Conquistar)                                      | 4:46    |  |
| 3.                                 | "Destroyer" (Destruidor)                                                       | 5:34    |  |
| 4.                                 | "Metamorphosis" (Metamorfose)                                                  | 5:53    |  |
| 5.                                 | "Mothership" (Nave Mãe (instrumental))                                         | 2:23    |  |
| 6.                                 | "Just Before the Dawn" (Logo Antes do Amanhecer)                               | 5:01    |  |
| 7.                                 | "Hybrids" (Híbridos)                                                           | 6:14    |  |
| 8.                                 | "Hunted" (Caçado(s) (instrumental))                                            | 4:32    |  |
| 9.                                 | "Maschinenmensch" (Humano-máquina)                                             | 9:03    |  |
| 10.                                | "Parasite" (Parasita)                                                          | 4:33    |  |
| 11.                                | "Brave New World (Outro)" (Admirável Mundo Novo (Encerramento) (instrumental)) | 3:36    |  |
| 12.                                | "The Perfect Weapon" (A Arma Perfeita (faixa bônus))                           | 7:41    |  |
| 13.                                | "Alien DeathRay" (Raio da Morte Alienígena (faixa bônus, instrumental))        | 4:31    |  |
| Duração total:                     | Duração total:                                                                 | 66:24   |  |

## Créditos
- Dino Jelusick – vocais
- Michael Romeo – guitarras, teclados, orquestrações, violoncelo, saz, oud[11]
- John DeServio – baixo
- John Macaluso – bateria

## Recepção
| Críticas profissionais  | Críticas profissionais |
| Avaliações da crítica   | Avaliações da crítica  |
| Fonte                   | Avaliação              |
| ----------------------- | ---------------------- |
| Sonic Perspectives      | 9.3                    |
| Metal Hammer (Alemanha) | 6/7                    |

Na edição alemã da Metal Hammer, Matthias Mineur descreveu Michael como "um mestre de um estilo híbrido de power metal, metal neoclássico e progressivo e [...] composicionalmente experiente". Ele disse que Dino "eleva" o álbum "a um nível ainda mais alto" do que o de seu antecessor e terminou sua crítica dizendo que o lançamento "inspira em dois níveis, de modo que o ouvinte dificilmente pode decidir qual deles é o mais importante".
No Sonic Perspectives, John Kokel também achou este álbum melhor que o anterior. Ele elogiou Michael por permanecer "um medalhista de ouro olímpico na guitarra solo, mas, mais importante, ele continua a aperfeiçoar e aprimorar suas habilidades como compositor". Ele admitiu que o álbum tem algumas semelhanças com a banda principal de Michael, Symphony X, mas o comparou favoravelmente a outros trabalhos de metal sinfônico contemporâneos. Ele resumiu sua crítica chamando o álbum de "uma fusão de sinfonia cinematográfica com o melhor do metal progressivo moderno".

## Paradas
| Parada (2022)                         | Maior colocação |
| ------------------------------------- | --------------- |
| Bélgica (Ultratop Valônia)            | 129             |
| Alemanha (Offizielle Deutsche Charts) | 62              |
| Suíça (Schweizer Hitparade)           | 22              |